# Partyzantka radziecka na Wołyniu 1943–1944
Partyzantka radziecka na Wołyniu 1943–1944 – na przełomie 1942/1943 roku partyzantka radziecka obejmowała zasięgiem swojego działania jedynie wschodnią i południowo-wschodnią część Wołynia, jednak do połowy 1943 objęła także zachodnie powiaty.

## Zgrupowania i oddziały w połowie 1943
- Zgrupowanie im. A. Newskiego
- Zgrupowanie Wasilija Begmy – 1070 ludzi(w tym kilkuset Polaków z Brygadzie im. Frunzego[1])
- Zgrupowanie Antona Brinskiego
- Zgrupowanie Fiodorowa – 2200 ludzi
- Zgrupowanie Demjana Korotczenki
- Partyzanckie Zgrupowanie Obwodu Sumskiego (Sumy) – 2000 ludzi
- Zgrupowanie Jewhena Melnyka
- Zgrupowanie Dmitrija Miedwiediewa
- Zgrupowanie Michaiła Naumowa – 860 ludzi
- Żytomierskie Zgrupowanie Partyzanckie (Żytomierz) – 3000 ludzi
  - Zgrupowanie Partyzanckie „Jeszcze Polska nie zginęła”
  - polsko-ukraiński oddział partyzancki im. Feliksa Dzierżyńskiego – a w nim 120 Polaków
- Zgrupowanie Iwana I. Szytowa
  - oddział partyzancki im. W.I. Czapajewa – a w nim 29 Polaków
- Zgrupowanie Petra Werszyhory – na początku lutego 1944 zgrupowanie to wraz z oddziałami 27 Wołyńskiej Dywizji Piechoty Armii Krajowej rozbiły sicz świnarzyńską Ukraińskiej Powstańczej Armii (UPA).

## Brygady polskie
Z początkiem 1944 większość Polaków wydzielono z sowieckich oddziałów partyzanckich i sformowano z nich 3 brygady tj.:
- Brygada AL im. Tadeusza Kościuszki – dowódca Czesław Klim, 600–700 ludzi
- Brygada PSzP „Grunwald” – dowódca Józef Sobiesiak „Maks”, 800 ludzi
- Brygada AL im. Wandy Wasilewskiej – dowódca Stanisław Szelest, 320–350 ludzi